# Llac Ögii
El llac Ögii (mongol: Өгий нуур, [ɵˈɟi nʊːr] Ögui nuur) és un llac d'aigua dolça a l'est d'Arkhangai, al centre de Mongòlia. El llac, designat com a Lloc Ramsar d'Importància Internacional, és conegut pels seus peixos i per la vida d'aus. És un punt de parada per a les aus aquàtiques migratòries de la família dels anàtids i ha estat designada com a Àrea important per a la conservació de les aus per BirdLife International. Gairebé la meitat del llac té menys de 3 m de profunditat.
Al voltant del llac hi ha diversos campaments turístics amb gers, així com un centre d'informació i formació.